# Havaika senicula
Havaika senicula là một loài nhện trong họ Salticidae. Loài này được phát hiện ở Hawaii.